# けんびきょう座ガンマ星
けんびきょう座γ星（けんびきょうざガンマせい、γ Microscopii / γ Mic）は、けんびきょう座で最も明るい恒星である。黄色巨星で、レッドクランプ段階にあると考えられている。
おおぐま座運動星団の一員ではないか考えられており、約380万年前には、太陽からわずか6光年の位置にあり、この頃は現在のシリウスよりも明るい-3等級であったと推定されている。
けんびきょう座は、18世紀半ばにいて座とみなみのうお座の間に新しく作られた星座であるので、けんびきょう座γ星にはみなみのうお座1番星と別の星座でのフラムスティード番号が付与されている。

## 二重星
けんびきょう座γ星は、約26秒離れて13.7等級のCCDM J21013-3215Bという見かけの伴星を持つ。この2つの恒星の間には重力的な相互作用はないと考えられている。